# Доісторичний В'єтнам
Доісторичний період в історії В'єтнаму охоплює час з моменту появи перших людей на його території.

## Нижній і середній палеоліт
Віком 800 тис. років до н. е. датуються стародавні відомі засоби праці, знайдені неподалік від міста Анкхе в провінції Зялай. 500000—300000 роки до н. е. (палеоліт) — найдавніші відомі останки гомінід. Останки Homo erectus із печер Там Хуен і зуб із Там Хаі датуються 475 тис. р. до  н.е. Зуб із місцевості Танван датується 250—300 тис. р. до н.е. Видова приналежність — Homo erectus або Homo heidelbergensis.

## Пізній палеоліт
В ході прибережних міграцій територію В'єтнаму близько 50 тис. років тому заселили носії австралоїдної раси. Печери і тераси на землях сучасної провінції Лаокай до Нгеана були населені мисливцями і збирачами.
- Культура Нгіом (Kỹ nghệ Ngườm, 23000 рр. до н. е.)
- Культура Шонві[vi] (Văn hóa Sơn Vi, 20000-12000 рр. до н. е.)
- Культура Шойню[vi] (Văn hóa Soi Nhụ, 18000-7000 рр. до н. е.)

## Мезоліт
- Культура Хоабінь (12000-10000 р. до н. е.)

Хоабінь — місцевість біля річки  Да.

## Неоліт
- Культура Бакшон[vi] (Văn hóa Bắc Sơn, 10000-8000 рр. до н. е.)
- Культура Кюиньван, в'єт. Quỳnh Văn (8000-6000 рр. до н. е.)
- Культура Дабут[vi] (Văn hóa Đa Bút, 6000-5000 рр. до н. е.)

Неолітичні сокири та інші подібні артефакти, знайдені у печерах національного парку Фонг-Ня-Ке-Банг.

## Бронзовий вік
- Культура Фунгнгуен[vi] (Văn hóa Phùng Nguyên, 5000-4000 рр. до н. е.)
- Культура Донгдау[vi] (Văn hóa Đồng Đậu, 4000-2500 рр. до н. е.)
- Культура Гомун[vi] (Văn hóa Gò Mun, 2500-2000 рр. до н. е.)

## Залізна доба
- Культура Донгшон (2000 р. до н. е.-200 р. до н. е.)
- Культура Сахюїнь (1000 р. до н. е.-200 р. н. е .. )